# Liste der Nummer-eins-Hits in den britischen Charts (1988)
Dies ist eine Liste der Nummer-eins-Hits in den britischen Charts im Jahr 1988. Sie basiert auf den Official Singles Chart Top 100 und den Official Albums Chart Top 100, die vom Chart Information Network ermittelt wurden. Es gab in diesem Jahr 20 Nummer-eins-Singles und 19 Nummer-eins-Alben.

## Singles
| ← 1987 ← | Liste der Nummer-eins-Hits in den britischen Charts | Liste der Nummer-eins-Hits in den britischen Charts | Liste der Nummer-eins-Hits in den britischen Charts     | 1989 →                    |
| \| Zeitraum \| Wo. ges. \| Interpret \| Titel Autor(en) \| Zusätzliche Informationen \| \| (Zeitraum, Wochen auf Platz eins, Interpret, Titel, Autor[en], zusätzliche Informationen) \| \| \| \| \| \| ----------------------------------------------------------------------------------------- \| -------- \| ----------------------------------------- \| ------------------------------------------------------- \| ------------------------- \| \| 13. Dezember 1987 – 9. Januar 1988 4 Wochen \| 4 \| Pet Shop Boys \| Always on My Mind \| – \| \| 10. Januar 1988 – 23. Januar 1988 2 Wochen \| 2 \| Belinda Carlisle \| Heaven Is a Place on Earth \| – \| \| 24. Januar 1988 – 13. Februar 1988 3 Wochen \| 3 \| Tiffany \| I Think We’re Alone Now \| – \| \| 14. Februar 1988 – 19. März 1988 5 Wochen \| 5 \| Kylie Minogue \| I Should Be So Lucky \| – \| \| 20. März 1988 – 2. April 1988 2 Wochen \| 2 \| Aswad \| Don’t Turn Around \| – \| \| 3. April 1988 – 23. April 1988 3 Wochen \| 3 \| Pet Shop Boys \| Heart \| – \| \| 24. April 1988 – 7. Mai 1988 2 Wochen \| 2 \| S’Express \| Theme from S’Express \| – \| \| 8. Mai 1988 – 14. Mai 1988 1 Woche \| 1 \| Fairground Attraction \| Perfect \| – \| \| 15. Mai 1988 – 11. Juni 1988 4 Wochen \| 4 \| Wet Wet Wet / Billy Bragg with Cara Tivey \| With a Little Help from My Friends / She’s Leaving Home \| – \| \| 12. Juni 1988 – 18. Juni 1988 1 Woche \| 1 \| Timelords \| Doctorin’ the Tardis \| – \| \| 19. Juni 1988 – 2. Juli 1988 2 Wochen \| 2 \| Bros \| I Owe You Nothing \| – \| \| 3. Juli 1988 – 30. Juli 1988 4 Wochen \| 4 \| Glenn Medeiros \| Nothing’s Gonna Change My Love for You \| – \| \| 31. Juli 1988 – 3. September 1988 5 Wochen \| 5 \| Yazz and the Plastic Population \| The Only Way Is Up \| – \| \| 4. September 1988 – 17. September 1988 2 Wochen \| 2 \| Phil Collins \| A Groovy Kind of Love \| – \| \| 18. September 1988 – 1. Oktober 1988 2 Wochen \| 2 \| The Hollies \| He Ain’t Heavy, He’s My Brother \| – \| \| 2. Oktober 1988 – 8. Oktober 1988 1 Woche \| 1 \| U2 \| Desire \| – \| \| 9. Oktober 1988 – 22. Oktober 1988 2 Wochen \| 2 \| Whitney Houston \| One Moment in Time \| – \| \| 23. Oktober 1988 – 12. November 1988 3 Wochen \| 3 \| Enya \| Orinoco Flow (Sail Away) \| – \| \| 13. November 1988 – 3. Dezember 1988 3 Wochen \| 3 \| Robin Beck \| First Time \| – \| \| 4. Dezember 1988 – 31. Dezember 1988 4 Wochen \| 4 \| Cliff Richard \| Mistletoe and Wine \| – \| |                                                     |                                                     |                                                         |                           |
| ← 1987 |                                                     |                                                     |                                                         | → 1989 →                  |
| Zeitraum | Wo. ges.                                            | Interpret                                           | Titel Autor(en)                                         | Zusätzliche Informationen |
| (Zeitraum, Wochen auf Platz eins, Interpret, Titel, Autor[en], zusätzliche Informationen) |                                                     |                                                     |                                                         |                           |
| 13. Dezember 1987 – 9. Januar 1988 4 Wochen | 4                                                   | Pet Shop Boys                                       | Always on My Mind                                       | –                         |
| 10. Januar 1988 – 23. Januar 1988 2 Wochen | 2                                                   | Belinda Carlisle                                    | Heaven Is a Place on Earth                              | –                         |
| 24. Januar 1988 – 13. Februar 1988 3 Wochen | 3                                                   | Tiffany                                             | I Think We’re Alone Now                                 | –                         |
| 14. Februar 1988 – 19. März 1988 5 Wochen | 5                                                   | Kylie Minogue                                       | I Should Be So Lucky                                    | –                         |
| 20. März 1988 – 2. April 1988 2 Wochen | 2                                                   | Aswad                                               | Don’t Turn Around                                       | –                         |
| 3. April 1988 – 23. April 1988 3 Wochen | 3                                                   | Pet Shop Boys                                       | Heart                                                   | –                         |
| 24. April 1988 – 7. Mai 1988 2 Wochen | 2                                                   | S’Express                                           | Theme from S’Express                                    | –                         |
| 8. Mai 1988 – 14. Mai 1988 1 Woche | 1                                                   | Fairground Attraction                               | Perfect                                                 | –                         |
| 15. Mai 1988 – 11. Juni 1988 4 Wochen | 4                                                   | Wet Wet Wet / Billy Bragg with Cara Tivey           | With a Little Help from My Friends / She’s Leaving Home | –                         |
| 12. Juni 1988 – 18. Juni 1988 1 Woche | 1                                                   | Timelords                                           | Doctorin’ the Tardis                                    | –                         |
| 19. Juni 1988 – 2. Juli 1988 2 Wochen | 2                                                   | Bros                                                | I Owe You Nothing                                       | –                         |
| 3. Juli 1988 – 30. Juli 1988 4 Wochen | 4                                                   | Glenn Medeiros                                      | Nothing’s Gonna Change My Love for You                  | –                         |
| 31. Juli 1988 – 3. September 1988 5 Wochen | 5                                                   | Yazz and the Plastic Population                     | The Only Way Is Up                                      | –                         |
| 4. September 1988 – 17. September 1988 2 Wochen | 2                                                   | Phil Collins                                        | A Groovy Kind of Love                                   | –                         |
| 18. September 1988 – 1. Oktober 1988 2 Wochen | 2                                                   | The Hollies                                         | He Ain’t Heavy, He’s My Brother                         | –                         |
| 2. Oktober 1988 – 8. Oktober 1988 1 Woche | 1                                                   | U2                                                  | Desire                                                  | –                         |
| 9. Oktober 1988 – 22. Oktober 1988 2 Wochen | 2                                                   | Whitney Houston                                     | One Moment in Time                                      | –                         |
| 23. Oktober 1988 – 12. November 1988 3 Wochen | 3                                                   | Enya                                                | Orinoco Flow (Sail Away)                                | –                         |
| 13. November 1988 – 3. Dezember 1988 3 Wochen | 3                                                   | Robin Beck                                          | First Time                                              | –                         |
| 4. Dezember 1988 – 31. Dezember 1988 4 Wochen | 4                                                   | Cliff Richard                                       | Mistletoe and Wine                                      | –                         |

## Alben
| ← 1987 ← | Liste der Nummer-eins-Hits in den britischen Charts | Liste der Nummer-eins-Hits in den britischen Charts | Liste der Nummer-eins-Hits in den britischen Charts        | 1989 →                    |
| \| Zeitraum \| Wo. ges. \| Interpret \| Titel \| Zusätzliche Informationen \| \| (Zeitraum, Wochen auf Platz eins, Interpret, Titel, zusätzliche Informationen) \| \| \| \| \| \| ------------------------------------------------------------------------------ \| -------- \| -------------------------- \| ---------------------------------------------------------- \| ------------------------- \| \| 29. November 1987 – 9. Januar 1988 6 Wochen \| 6 \| (Verschiedene Interpreten) \| Now, That’s What I Call Music 10 \| – \| \| 10. Januar 1988 – 16. Januar 1988 1 Woche \| 1 \| Wet Wet Wet \| Popped In, Souled Out \| – \| \| 17. Januar 1988 – 23. Januar 1988 1 Woche \| 1 \| Johnny Hates Jazz \| Turn Back the Clock \| – \| \| 24. Januar 1988 – 19. März 1988 8 Wochen (insgesamt 9) \| 9 \| Terence Trent D’Arby \| Introducing the Hardline According to Terence Trent D’Arby \| – \| \| 20. März 1988 – 26. März 1988 1 Woche \| 1 \| Morrissey \| Viva Hate \| – \| \| 27. März 1988 – 16. April 1988 3 Wochen \| 3 \| (Verschiedene Interpreten) \| Now, That’s What I Call Music 11 \| – \| \| 17. April 1988 – 23. April 1988 1 Woche \| 1 \| Iron Maiden \| Seventh Son of a Seventh Son \| – \| \| 24. April 1988 – 30. April 1988 1 Woche (insgesamt 2) \| 2 \| Erasure \| The Innocents \| – \| \| 1. Mai 1988 – 14. Mai 1988 2 Wochen (insgesamt 5) \| 5 \| Fleetwood Mac \| Tango in the Night \| – \| \| 15. Mai 1988 – 21. Mai 1988 1 Woche \| 1 \| Prince \| Lovesexy \| – \| \| 22. Mai 1988 – 28. Mai 1988 1 Woche (insgesamt 5) \| 5 \| Fleetwood Mac \| Tango in the Night \| – \| \| 29. Mai 1988 – 25. Juni 1988 4 Wochen \| 4 \| (Verschiedene Interpreten) \| Nite Flite \| – \| \| 26. Juni 1988 – 16. Juli 1988 3 Wochen \| 3 \| Tracy Chapman \| Tracy Chapman \| – \| \| 17. Juli 1988 – 20. August 1988 5 Wochen \| 5 \| (Verschiedene Interpreten) \| Now, That’s What I Call Music 12 \| – \| \| 21. August 1988 – 17. September 1988 4 Wochen (insgesamt 6) \| 6 \| Kylie Minogue \| Kylie \| – \| \| 18. September 1988 – 24. September 1988 1 Woche \| 1 \| (Verschiedene Interpreten) \| Hot City Nights \| – \| \| 25. September 1988 – 8. Oktober 1988 2 Wochen \| 2 \| Bon Jovi \| New Jersey \| – \| \| 9. Oktober 1988 – 15. Oktober 1988 1 Woche \| 1 \| Chris de Burgh \| Flying Colours \| – \| \| 16. Oktober 1988 – 22. Oktober 1988 1 Woche \| 1 \| U2 \| Rattle and Hum \| – \| \| 23. Oktober 1988 – 12. November 1988 3 Wochen \| 3 \| Dire Straits \| Money for Nothing \| – \| \| 13. November 1988 – 26. November 1988 2 Wochen (insgesamt 6) \| 6 \| Kylie Minogue \| Kylie \| – \| \| 27. November 1988 – 17. Dezember 1988 3 Wochen (insgesamt 4) \| 4 \| (Verschiedene Interpreten) \| Now, That’s What I Call Music 13 \| – \| \| 18. Dezember 1988 – 31. Dezember 1988 2 Wochen \| 2 \| Cliff Richard \| Private Collection \| – \| |                                                     |                                                     |                                                            |                           |
| ← 1987 |                                                     |                                                     |                                                            | → 1989 →                  |
| Zeitraum | Wo. ges.                                            | Interpret                                           | Titel                                                      | Zusätzliche Informationen |
| (Zeitraum, Wochen auf Platz eins, Interpret, Titel, zusätzliche Informationen) |                                                     |                                                     |                                                            |                           |
| 29. November 1987 – 9. Januar 1988 6 Wochen | 6                                                   | (Verschiedene Interpreten)                          | Now, That’s What I Call Music 10                           | –                         |
| 10. Januar 1988 – 16. Januar 1988 1 Woche | 1                                                   | Wet Wet Wet                                         | Popped In, Souled Out                                      | –                         |
| 17. Januar 1988 – 23. Januar 1988 1 Woche | 1                                                   | Johnny Hates Jazz                                   | Turn Back the Clock                                        | –                         |
| 24. Januar 1988 – 19. März 1988 8 Wochen (insgesamt 9) | 9                                                   | Terence Trent D’Arby                                | Introducing the Hardline According to Terence Trent D’Arby | –                         |
| 20. März 1988 – 26. März 1988 1 Woche | 1                                                   | Morrissey                                           | Viva Hate                                                  | –                         |
| 27. März 1988 – 16. April 1988 3 Wochen | 3                                                   | (Verschiedene Interpreten)                          | Now, That’s What I Call Music 11                           | –                         |
| 17. April 1988 – 23. April 1988 1 Woche | 1                                                   | Iron Maiden                                         | Seventh Son of a Seventh Son                               | –                         |
| 24. April 1988 – 30. April 1988 1 Woche (insgesamt 2) | 2                                                   | Erasure                                             | The Innocents                                              | –                         |
| 1. Mai 1988 – 14. Mai 1988 2 Wochen (insgesamt 5) | 5                                                   | Fleetwood Mac                                       | Tango in the Night                                         | –                         |
| 15. Mai 1988 – 21. Mai 1988 1 Woche | 1                                                   | Prince                                              | Lovesexy                                                   | –                         |
| 22. Mai 1988 – 28. Mai 1988 1 Woche (insgesamt 5) | 5                                                   | Fleetwood Mac                                       | Tango in the Night                                         | –                         |
| 29. Mai 1988 – 25. Juni 1988 4 Wochen | 4                                                   | (Verschiedene Interpreten)                          | Nite Flite                                                 | –                         |
| 26. Juni 1988 – 16. Juli 1988 3 Wochen | 3                                                   | Tracy Chapman                                       | Tracy Chapman                                              | –                         |
| 17. Juli 1988 – 20. August 1988 5 Wochen | 5                                                   | (Verschiedene Interpreten)                          | Now, That’s What I Call Music 12                           | –                         |
| 21. August 1988 – 17. September 1988 4 Wochen (insgesamt 6) | 6                                                   | Kylie Minogue                                       | Kylie                                                      | –                         |
| 18. September 1988 – 24. September 1988 1 Woche | 1                                                   | (Verschiedene Interpreten)                          | Hot City Nights                                            | –                         |
| 25. September 1988 – 8. Oktober 1988 2 Wochen | 2                                                   | Bon Jovi                                            | New Jersey                                                 | –                         |
| 9. Oktober 1988 – 15. Oktober 1988 1 Woche | 1                                                   | Chris de Burgh                                      | Flying Colours                                             | –                         |
| 16. Oktober 1988 – 22. Oktober 1988 1 Woche | 1                                                   | U2                                                  | Rattle and Hum                                             | –                         |
| 23. Oktober 1988 – 12. November 1988 3 Wochen | 3                                                   | Dire Straits                                        | Money for Nothing                                          | –                         |
| 13. November 1988 – 26. November 1988 2 Wochen (insgesamt 6) | 6                                                   | Kylie Minogue                                       | Kylie                                                      | –                         |
| 27. November 1988 – 17. Dezember 1988 3 Wochen (insgesamt 4) | 4                                                   | (Verschiedene Interpreten)                          | Now, That’s What I Call Music 13                           | –                         |
| 18. Dezember 1988 – 31. Dezember 1988 2 Wochen | 2                                                   | Cliff Richard                                       | Private Collection                                         | –                         |

Die Angaben basieren auf den offiziellen Verkaufshitparaden des Chart Information Networks für das Vereinigte Königreich. Die Datumsangaben beziehen sich auf das Gültigkeitsdatum der Charts, also jeweils die auf die Verkaufswoche folgende Woche.

## Jahreshitparaden
| ← 1987 ← | Liste der Nummer-eins-Hits in den britischen Charts | Liste der Nummer-eins-Hits in den britischen Charts                             | Liste der Nummer-eins-Hits in den britischen Charts | 1989 →   |
| \| Singles \| Position# \| Alben \| \| ------------------------------------------------------------------------------------------------- \| --------- \| ------------------------------------------------------------------------------- \| \| Mistletoe and Wine Cliff Richard \| 1 \| Kylie Kylie Minogue \| \| The Only Way Is Up Yazz and the Plastic Population \| 2 \| Private Collection Cliff Richard \| \| I Should Be So Lucky Kylie Minogue \| 3 \| Bad Michael Jackson \| \| Especially for You Kylie Minogue & Jason Donovan \| 4 \| Push Bros \| \| I Think We’re Alone Now Tiffany \| 5 \| Now, That’s What I Call Music 13 (Verschiedene Interpreten) \| \| Nothing’s Gonna Change My Love for You Glenn Medeiros \| 6 \| Popped In, Souled Out Wet Wet Wet \| \| A Groovy Kind of Love Phil Collins \| 7 \| Tango in the Night Fleetwood Mac \| \| With a Little Help from My Friends / She’s Leaving Home Wet Wet Wet / Billy Bragg with Cara Tivey \| 8 \| Rattle and Hum U2 \| \| He Ain’t Heavy, He’s My Brother The Hollies \| 9 \| Tracy Chapman \| \| Teardrops Womack & Womack \| 10 \| Introducing the Hardline According to Terence Trent D’Arby Terence Trent D’Arby \| |                                                     |                                                                                 |                                                     |          |
| ← 1987 |                                                     |                                                                                 |                                                     | → 1989 → |
| Singles | Position#                                           | Alben                                                                           |                                                     |          |
| Mistletoe and Wine Cliff Richard | 1                                                   | Kylie Kylie Minogue                                                             |                                                     |          |
| The Only Way Is Up Yazz and the Plastic Population | 2                                                   | Private Collection Cliff Richard                                                |                                                     |          |
| I Should Be So Lucky Kylie Minogue | 3                                                   | Bad Michael Jackson                                                             |                                                     |          |
| Especially for You Kylie Minogue & Jason Donovan | 4                                                   | Push Bros                                                                       |                                                     |          |
| I Think We’re Alone Now Tiffany | 5                                                   | Now, That’s What I Call Music 13 (Verschiedene Interpreten)                     |                                                     |          |
| Nothing’s Gonna Change My Love for You Glenn Medeiros | 6                                                   | Popped In, Souled Out Wet Wet Wet                                               |                                                     |          |
| A Groovy Kind of Love Phil Collins | 7                                                   | Tango in the Night Fleetwood Mac                                                |                                                     |          |
| With a Little Help from My Friends / She’s Leaving Home Wet Wet Wet / Billy Bragg with Cara Tivey | 8                                                   | Rattle and Hum U2                                                               |                                                     |          |
| He Ain’t Heavy, He’s My Brother The Hollies | 9                                                   | Tracy Chapman                                                                   |                                                     |          |
| Teardrops Womack & Womack | 10                                                  | Introducing the Hardline According to Terence Trent D’Arby Terence Trent D’Arby |                                                     |          |